# 田中一成 (都市デザイン学者)
田中 一成（たなか かずなり）は、日本の都市デザイン学者。大阪工業大学工学部都市デザイン工学科教授。博士（デザイン学）（筑波大学）・技術士（建設部門）。土木学会関西支部商議員、日本写真測量学会関西支部幹事、地理情報システム学会代議員。
主な専門は、アーバンデザイン・景観デザイン・環境デザイン、都市計画、アーバンランドスケープ。

## 略歴
1989年筑波大学芸術専門学群環境デザインコース卒業後、ミラノ工科大学大学院にイタリア政府給費留学。1992年筑波大学大学院修士課程芸術研究科修了。1997年筑波大学大学院博士課程芸術学研究科修了。その後、宅地開発研究所研究員等を経て、2004年大阪工業大学工学部都市デザイン工学科助教授、2011年より同学科教授。
主な所属学会は、土木学会、地理情報システム学会、日本都市計画学会、日本写真測量学会、日本デザイン学会など。
また、国土交通省国土地理院近畿地方測量部をはじめとする地理空間情報活用推進に関する近畿地区産学官連携協議会主催の「関西G空間フォーラム2017」で第18回関西地域GIS自治体意見交流会のファシリテーターを務めた。
指導する大阪工業大学都市デザイン工学科生が、地理情報システム学会優秀発表賞2014を受賞している。

## 主なテクニカルアドバイザー
- 大阪府固定資産評価審議会委員[9]
- 枚方市開発審査会[10]
- 堺市緑の政策審議会委員[11]
- 四條畷市都市計画審議会委員
- 岸和田市環境デザイン委員会委員
- 門真市都市計画審議会委員

## 主な著書
- 環境デザインの世界-空間・デザイン・プロデュース-（共著, 井上書院，1997）
- 学びの新世紀-生活と文化-（共著, 九州大学出版会2003）
- 建築・都市計画のための空間学事典（共著，井上書院2005）
- 環境デザイン用語辞典（共著, 井上書院2007）

## 主な研究
- 大阪における都市アメニティ要素の分析
- 空間データを用いた神戸の景観分析
- ユニバーサルデザインのための五感による空間認知マップの分析手法~ 海岸を対象として
- 都市景観における連続性の数量的記述法[12]
- 城郭都市「姫路」における景観分析
- 世界文化遺産の紀伊山地参詣道における文化的景観の解析[13]